# Epeorus longimanus
Epeorus longimanus är en dagsländeart som först beskrevs av Eaton 1885.  Epeorus longimanus ingår i släktet Epeorus och familjen forsdagsländor. Inga underarter finns listade i Catalogue of Life.